# داني جاكوبس
داني جاكوبس (بالإنجليزية: Danny Jacobs)‏ (و. 1968 – م) هو ممثل، ومغني، وممثل صوت، وممثل هزلي، وممثل تلفزيوني، من الولايات المتحدة الأمريكية، ولد في ديترويت، ميشيغان.

## وصلات خارجية
- داني جاكوبس على موقع IMDb (الإنجليزية)
- داني جاكوبس على موقع روتن توميتوز (الإنجليزية)
- داني جاكوبس على موقع ألو سيني (الفرنسية)
- داني جاكوبس على موقع ميوزك برينز (الإنجليزية)
- داني جاكوبس على موقع تيرنر كلاسيك موفيز (الإنجليزية)
- داني جاكوبس على موقع أول موفي (الإنجليزية)
- داني جاكوبس على موقع ديسكوغز (الإنجليزية)
- داني جاكوبس على موقع قاعدة بيانات الفيلم (الإنجليزية)
- داني جاكوبس على موقع كينوبويسك (الروسية)